# Pixies (bande dessinée)

Pixies est une série de bande dessinée inachevée, créée par Pierre Dubois (scénario) et Robert Rivard (dessin), éditée en album en 1991 par Glénat, avant d'être abandonnée par l'éditeur qui a mis un terme à toutes ses séries jeunesse. Elle raconte l'histoire d'une bande de gamins, les « pixies », qui jouent aux sorciers dans la campagne jusqu'au jour ou un véritable monstre leur apparaît.

## Synopsis
Les Pixies sont une bande d'enfants qui joue à lancer des sorts et à défendre la nature et le merveilleux en étudiant des légendes ou encore en invoquant des fées en latin. Chacun d'eux porte le nom d'un personnage légendaire : Dagda, Merlin, Lancelot, Puck ou encore Pan, et s'habille en costumes médiévaux. Ils possèdent une cabane dans la forêt française proche de leur village, qu'ils nomment leur fortin. Leur quotidien est centré sur la lutte contre une bande des punks et la sauvegarde d'un vieux chêne sur la colline, que les paysans prévoient d'arracher. Un jour, la grand-mère de Puck et Pan, une mauvaise femme, meurt d'une crise cardiaque alors qu'elle menaçait Pan d'un monstre dans sa cave. Sa grande sœur partait chercher du secours quand le cri la fait se retourner et découvrir son petit frère plongé dans un état catatonique, devenu muet et fou. Peu après, d'horribles meurtres ont lieu dans le village, et semblent commis par une bête inconnue. La bande des Pixies tente de savoir s'ils ont réellement invoqué un démon, ou s'il y avait vraiment un monstre dans la cave de Pan.

## Analyse
La série est marquée par l'amour et la connaissance du monde féerique propres à Pierre Dubois. Le dessin est rond et enfantin pour correspondre à l'âge des personnages principaux, mais la série devient vite très sombre. L'histoire reprend le thème des monstres nés des cauchemars, mais n'a jamais été achevée et se termine sur une note de suspense.

## Éditions
| Tome | Titre                   | Parution chez Glénat | Dessinateur et coloriste                                           | ISBN                 |
| ---- | ----------------------- | -------------------- | ------------------------------------------------------------------ | -------------------- |
| 1    | Le Cercle des Caraquins | mars 1991            | Robert Rivard (dessin), Laurence Quilici et Yves Lencot (couleurs) | (ISBN 2-7234-1322-5) |
| 2    | Le Roi des ombres       | mars 1993            | Robert Rivard (dessin), Laurence Quilici et Yves Lencot (couleurs) | (ISBN 2-7234-1408-6) |